# Discografia de Backstreet Boys
A discografia de Backstreet Boys consiste de nove álbuns de estúdio, 30 singles, três álbuns de compilação e 31 vídeoclipes.
Formada em Orlando, Flórida, em 1993, o grupo consiste de Nick Carter, Brian Littrell, Howie Dorough, AJ McLean e Kevin Richardson. Richardson deixou o grupo em 2006 para seguir para perseguir outros interesses, mas voltou em 2012. Os Backstreet Boys lançaram seu primeiro single "We've Got It Goin' On" em 1995, que chegou ao número 69 na Billboard Hot 100. O single, no entanto, entrou no Top 10 em muitos países europeus. O seu álbum de estréia, Backstreet Boys, foi lançado internacionalmente em 1996, e foi certificado três vezes platina na Europa, e diamante no Canadá. Em 1997, eles lançaram seu segundo álbum internacional, Backstreet's Back, que continuou com grande sucesso comercial. Ao mesmo tempo, eles lançaram seu segundo álbum auto intitulado, nos Estados Unidos. Ele chegou ao número quatro e eventualmente se tornou o terceiro álbum mais vendido de 1998.
Em 1999, os Backstreet Boys lançaram seu terceiro álbum e mais bem sucedido até à data, Millenium, que entrou na Billboard 200 no número um, com as vendas na primeira semana de 1.133.000 cópias, e se tornou o álbum mais vendido do ano. Vendeu mais de 24 milhões de cópias internacionalmente. No ano seguinte, eles lançaram seu quarto álbum, Black & Blue, que também entrou na Billboard 200 no número um com a primeira semana de vendas de mais de um milhão de cópias. Depois da Black & Blue Tour em 2001, os Backstreet Boys entrou em um hiato. Eles lançaram seu quinto álbum de estúdio, Never Gone, em 2005, o álbum estreou no número três no Billboard 200, vendendo mais de 291.000 cópias em sua primeira semana de lançamento. Never Gone foi lançado como quinto álbum mundialmente e sexto no geral. Unbreakable tornou-se o primeiro álbum a não ser certificado nos Estados Unidos. Em 2007 lançaram o álbum This Is Us que tornou-se o sétimo álbum consecutivo a chegar a primeira posição nos EUA, com primeira semana de vendas de 42.000 cópias. O grupo também lançou dois álbuns de compilação, incluindo o certificado de platina pela RIAA, The Hits – Chapter One.
Os Backstreet Boys receberam um total de oito indicações ao Grammy Awards, incluindo cinco indicações em 2000. De acordo com a RIAA, eles são os primeiros artistas best-seller com embarques de mais de 47 milhões álbuns nos Estados Unidos. Eles também são classificados como o sétimo grupo que mais venderam discos nos Estados Unidos com 47 milhões. A partir de 2010, os Backstreet Boys venderam mais de 130 milhões de discos em todo o mundo. Em 2011 se juntaram com a banda New Kids on the Block formando o "NKOTBSB", o novo supergrupo lançou um álbum de seus maiores hits, incluindo duas novas músicas: "Don't Turn out the Lights" que foi lançado como single e alcançou a centésima décima quarta posição na Billboard Hot 100, e "All in My Head" que não foi lançado como single.

## Álbuns

### Álbuns de estúdio
| Ano  | Álbum | Posições em paradas | Posições em paradas | Posições em paradas | Posições em paradas | Posições em paradas | Posições em paradas | Posições em paradas | Posições em paradas | Posições em paradas | Posições em paradas | Posições em paradas | Certificações                                                                                              | Vendas                                                |
| Ano  | Álbum | EUA                 | AUS                 | AUT                 | CAN                 | FIN                 | ALE                 | JAP                 | HOL                 | SUE                 | SUI                 | GBR                 | Certificações                                                                                              | Vendas                                                |
| ---- | --- | ------------------- | ------------------- | ------------------- | ------------------- | ------------------- | ------------------- | ------------------- | ------------------- | ------------------- | ------------------- | ------------------- | --- | ----------------------------------------------------- |
| 1996 | Backstreet Boys - 1º álbum de estúdio internacional - Lançamento: 6 de Maio de 1996 - Formatos: CD, Fita Cassete, LP, MiniDisc    | -                   | 6                   | 1                   | 1                   | 5                   | 1                   | 54                  | 7                   | 7                   | 1                   | 12                  | - GRB: Ouro - CAN: 10× Platina - EUR: 3× Platina - AUS: Platina - BRA: Platina                             | - Canadá: 1,000,000                                   |
| 1997 | Backstreet Boys (EUA) - 1º álbum de estúdio nos EUA - Lançamento: 12 de Agosto de 1997 - Formatos: CD, Fita Cassete, LP, MiniDisc | 4                   | -                   | -                   | -                   | -                   | -                   | -                   | -                   | -                   | -                   | -                   | - EUA: 14× Platina                                                                                         | - EUA: 11,800,000                                     |
| 1997 | Backstreet's Back - Lançamento: 12 de agosto de 1997 - Formatos: CD, Fita Cassete, MiniDisc                                       | -                   | 2                   | 1                   | 1                   | 1                   | 1                   | 23                  | 1                   | 1                   | 1                   | 2                   | - BRA: 2× Platina                                                                                          | - Canadá: 1,000,000                                   |
| 1999 | Millennium - Lançamento: 18 de Maio de 1999 - Formatos: CD, Fita Cassete, MiniDisc                                                | 1                   | 2                   | 1                   | 1                   | 1                   | 1                   | 6                   | 1                   | 1                   | 1                   | 2                   | - GRB: Platina - EUA: 13× Platina - CAN: 10× Platina - EUR: 2× Platina - AUS: 3× Platina - BRA: 2× Platina | - Japão: 1,000,000                                    |
| 2000 | Black & Blue - Lançamento: 21 de Novembro de 2000 - Formatos: CD, Fita Cassete, MiniDisc                                          | 1                   | 2                   | 3                   | 1                   | 2                   | 1                   | 3                   | 2                   | 3                   | 1                   | 13                  | - BPI: Ouro - EUA: 8× Platina - AUS: Platina - BRA: Platina                                                | - Mundo: 15,000,000 - EUA: 8,900,000 - Japão: 597,000 |
| 2005 | Never Gone - Lançamento: 14 de Junho de 2005 - Formatos: CD, Download Digital                                                     | 3                   | 6                   | 4                   | 2                   | 5                   | 1                   | 3                   | 3                   | 3                   | 3                   | 11                  | - GBR: Ouro - EUA: Platina - CAN: Platina - AUS: Ouro - JAP: 2× Platina                                    | - Mundo: 3,000,000 - EUA: 800,000 - Japão: 750,000    |
| 2007 | Unbreakable - Lançamento: 30 de Outubro de 2007 - Formatos: CD, Download Digital                                                  | 7                   | 25                  | 21                  | 2                   | 27                  | 4                   | 1                   | 10                  | 28                  | 6                   | 21                  | - CAN: Ouro - JAP: Platina                                                                                 | - Mundo: 1,700,000 - EUA: 199,000 - Japão: 370,000    |
| 2009 | This Is Us - Lançamento: 6 de Outubro de 2009 - Formatos: CD, Download Digital                                                    | 9                   | 35                  | 47                  | 3                   | 24                  | 10                  | 2                   | 5                   | 17                  | 9                   | 39                  | - JAP: Platina                                                                                             | - Japão: 230,000                                      |
| 2013 | In a World Like This - Lançamento: 30 de Julho de 2013 - Formatos: CD, Download Digital                                           | 5                   | 30                  | 8                   | 2                   | 14                  | 3                   | 4                   | 1                   | 25                  | 1                   | 16                  | - JAP: Ouro                                                                                                | - EUA: 48,000 - Japão: 109,077                        |
| 2019 | DNA - Lançamento: 25 de Janeiro de 2019 - Formatos: CD, Download Digital                                                          | 1                   | 5                   | 1                   | 1                   | 26                  | 2                   | 2                   | 4                   | 28                  | 1                   | 7                   | - CAN: Platina                                                                                             |                                                       |

### Álbuns de compilação
| Ano  | Álbum | Posições nas paradas | Posições nas paradas | Posições nas paradas | Posições nas paradas | Posições nas paradas | Posições nas paradas | Posições nas paradas | Posições nas paradas | Posições nas paradas | Posições nas paradas | Posições nas paradas | Vendas e certificacões                     |
| Ano  | Álbum | EUA                  | AUS                  | AUT                  | CAN                  | FIN                  | ALE                  | JAP                  | HOL                  | SUE                  | SUI                  | GBR                  | Vendas e certificacões                     |
| ---- | --- | -------------------- | -------------------- | -------------------- | -------------------- | -------------------- | -------------------- | -------------------- | -------------------- | -------------------- | -------------------- | -------------------- | ------------------------------------------ |
| 2001 | The Hits: Chapter One - Lançamento: 30 de Outubro de 2001 - Gravadora: Jive - Formatos: CD, Fita Cassete, MiniDisc                                                       | 4                    | 32                   | 6                    | 1                    | 27                   | 4                    | 1                    | 9                    | 13                   | 10                   | 5                    | - : 1,834,000 - : 6,000,000 - BRA: Platina |
| 2010 | Playlist: The Very Best of Backstreet Boys - Lançamento: 26 de janeiro de 2010 - Gravadora: Jive - Formatos: CD, Download digital                                        | —                    | 47                   | —                    | —                    | —                    | —                    | —                    | —                    | —                    | —                    | —                    |                                            |
| 2011 | NKOTBSB - Lançamento: 24 de maio de 2011 - Gravadora: Legacy, Columbia, Jive - Formatos: CD, Download digital - Compilação dos Backstreet Boys com New Kids on the Block | 7                    | —                    | —                    | 6                    | —                    | —                    | —                    | —                    | —                    | —                    | —                    |                                            |

## Singles
| Ano  | Título                                | Posição | Posição | Posição | Posição | Posição | Posição | Posição | Posição | Posição | Posição | Certificações                                          | Álbum                 |
| Ano  | Título                                | EUA     | AUS     | AUT     | CAN     | ALE     | HOL     | NZL     | SUE     | SUI     | GRB     | Certificações                                          | Álbum                 |
| ---- | ------------------------------------- | ------- | ------- | ------- | ------- | ------- | ------- | ------- | ------- | ------- | ------- | ------------------------------------------------------ | --------------------- |
| 1995 | "We've Got It Goin' On"               | 69      | 74      | 3       | 15      | 4       | 5       | 36      | 14      | 3       | 3       | - ALE: Ouro                                            | Backstreet Boys       |
| 1995 | "I'll Never Break Your Heart"         | 35      | 10      | 5       | 47      | 5       | 3       | 11      | 7       | 2       | 8       | - ALE: Ouro                                            | Backstreet Boys       |
| 1996 | "Get Down (You're the One for Me)"    | —       | 44      | 4       | 6       | 5       | 3       | 34      | 17      | 7       | 14      | - ALE: Ouro                                            | Backstreet Boys       |
| 1997 | "Anywhere for You"                    | —       | —       | 7       | 6       | 3       | 7       | —       | 18      | 3       | 4       | - ALE: Ouro                                            | Backstreet Boys       |
| 1997 | "Quit Playing Games (with My Heart)"  | 2       | 27      | 1       | 3       | 1       | 7       | 27      | 15      | 1       | 2       | - GRB: Prata                                           | Backstreet Boys       |
| 1997 | "As Long as You Love Me"              | 4       | 2       | 2       | 2       | 3       | 5       | 1       | 4       | 4       | 3       | - GRB: Ouro                                            | Backstreet's Back     |
| 1997 | "Everybody (Backstreet's Back)"       | 4       | 3       | 2       | 2       | 2       | 5       | 6       | 4       | 2       | 3       | - EUA: Platina - AUS: Platina - ALE: Ouro - GRB: Prata | Backstreet's Back     |
| 1998 | "All I Have to Give"                  | 5       | 4       | 4       | 3       | 8       | 7       | 3       | 6       | 8       | 2       | - GRB: Prata                                           | Backstreet's Back     |
| 1999 | "I Want It That Way"                  | 6       | 2       | 1       | 1       | 1       | 1       | 1       | 2       | 1       | 1       | - GRB: Ouro                                            | Millennium            |
| 1999 | "Larger than Life"                    | 25      | 3       | 15      | 4       | 5       | 6       | 11      | 4       | 10      | 5       | - AUS: Platina                                         | Millennium            |
| 2000 | "Show Me the Meaning of Being Lonely" | 6       | 19      | 8       | 1       | 3       | 2       | 2       | 2       | 2       | 3       | - GRB: Prata                                           | Millennium            |
| 2000 | "The One"                             | 30      | 41      | 25      | 4       | 15      | 21      | 15      | 25      | 19      | 8       |                                                        | Millennium            |
| 2000 | "Shape of My Heart"                   | 9       | 5       | 4       | 1       | 2       | 3       | 1       | 1       | 1       | 4       | - AUS: Platina - ALE: Ouro                             | Black & Blue          |
| 2001 | "The Call"                            | 52      | 19      | 23      | —       | 17      | 9       | 19      | 5       | 30      | 8       |                                                        | Black & Blue          |
| 2001 | "More than That"                      | 27      | 25      | 27      | —       | 25      | 28      | 29      | 11      | 28      | 12      |                                                        | Black & Blue          |
| 2001 | "Drowning"                            | 28      | 49      | 9       | 11      | 11      | 13      | 27      | 3       | 13      | 4       |                                                        | The Hits: Chapter One |
| 2005 | "Incomplete"                          | 13      | 1       | 6       | —       | 3       | 4       | 12      | 9       | 3       | 8       | - AUS: Platina                                         | Never Gone            |
| 2005 | "Just Want You to Know"               | 70      | 22      | 22      | —       | 20      | 27      | —       | 28      | 29      | 8       |                                                        | Never Gone            |
| 2005 | "Crawling Back to You"                | —       | —       | —       | —       | —       | —       | —       | —       | —       | —       |                                                        | Never Gone            |
| 2006 | "I Still..."                          | —       | 16      | 47      | —       | 45      | 78      | —       | 35      | 56      | —       |                                                        | Never Gone            |
| 2007 | "Inconsolable"                        | 86      | 43      | 31      | 68      | 17      | 38      | —       | 22      | 8       | 24      |                                                        | Unbreakable           |
| 2007 | "Helpless When She Smiles"            | —       | —       | —       | —       | 34      | 83      | 34      | —       | —       | —       |                                                        | Unbreakable           |
| 2009 | "Straight Through My Heart"           | —       | 54      | 45      | 19      | 22      | —       | —       | 10      | 30      | 72      |                                                        | This Is Us            |
| 2009 | "Bigger"                              | —       | —       | 45      | —       | —       | —       | —       | —       | —       | —       |                                                        | This Is Us            |
| 2011 | "Don't Turn Out the Lights"           | 114     | —       | —       | 46      | —       | —       | —       | —       | —       | —       |                                                        | NKOTBSB               |
| 2012 | "It's Christmas Time Again"           | —       | —       | —       | —       | —       | —       | —       | —       | —       | —       |                                                        | Sem álbum             |
| 2013 | "In a World Like This"                | 5       | —       | —       | 100     | 20      | —       | —       | —       | 155     | —       |                                                        | In a World Like This  |
| 2013 | "Show 'Em (What You're Made Of)"      | —       | —       | —       | —       | —       | —       | —       | —       | —       | —       |                                                        | In a World Like This  |
| 2018 | "Don't Go Breaking My Heart"          | 63      | 50      | —       | 65      | 68      | —       | —       | —       | 98      | —       |                                                        | DNA                   |
| 2018 | "Chances"                             | —       | —       | —       | —       | —       | —       | —       | —       | —       | —       |                                                        | DNA                   |

Notas
1. ↑  Lançado com o supergrupo NKOTBSB.

## Filmografia

### Álbuns de vídeo
| Ano  | Detalhes                                                                                       | Certificações              |
| ---- | ---------------------------------------------------------------------------------------------- | -------------------------- |
| 1998 | The Video - Lançamento: 24 de março de 1998 - Formato: VHS                                     | CAN: Diamante ALE: Platina |
| 1998 | Live In Concert - Lançamento: 24 de março de 1998 - Formato: VHS                               | CAN: Diamante ALE: Platina |
| 1998 | All Access Video - Lançamento: 2 de junho de 1998 - Formatos: VHS, DVD                         | EUA: 6× Platina            |
| 1998 | Behind The Scenes - Lançamento: 22 de setembro de 1998                                         | ALE: Platina               |
| 1998 | A Night Out with the Backstreet Boys - Lançamento: 17 de novembro de 1998 - Formatos: VHS, DVD | EUA: 3× Platina            |
| 1999 | Homecoming: Live in Orlando - Lançamento: 27 de abril de 1999 - Formatos: VHS, DVD             | EUA: 3× Platina            |
| 1999 | Backstreet Stories - Lançamento: 21 de junho de 1999 - Formatos: VHS, DVD                      |                            |
| 2000 | Standing Room Only - Lançamento: 22 de fevereiro de 2000 - Formatos: VHS                       |                            |
| 2001 | Around the World - Lançamento: 11 de setembro de 2001 - Formatos: VHS, DVD                     | EUA: Platina               |
| 2001 | The Hits - Lançamento: 2001                                                                    | EUA: Platina               |
| 2005 | Never Gone: The Videos - Lançamento: 13 de dezembro de 2005 - Formatos: DVD                    |                            |

### Vídeos musicais
| Ano  | Título                                              | Diretores                      |
| ---- | --------------------------------------------------- | ------------------------------ |
| 1995 | "We've Got It Goin' On"                             | Lionel C. Martin               |
| 1995 | "I'll Never Break Your Heart"                       | Lionel C. Martin               |
| 1996 | "Get Down (You're the One for Me)"                  | Alan Calzatti                  |
| 1996 | "Quit Playing Games (With My Heart)"                | Kai Sehr                       |
| 1997 | "Anywhere for You"                                  | Lionel C. Martin               |
| 1997 | "Everybody"                                         | Joseph Kahn                    |
| 1997 | "As Long as You Love Me"                            | Nigel Dick                     |
| 1998 | "All I Have to Give"                                | Nigel Dick                     |
| 1999 | "I Want It That Way"                                | Wayne Isham                    |
| 1999 | "Larger than Life"                                  | Joseph Kahn                    |
| 1999 | "Show Me the Meaning of Being Lonely"               | Stuart Gosling                 |
| 2000 | "The One"                                           | Chris Hafner, Kevin Richardson |
| 2000 | "Shape of My Heart"                                 | Matthew Rolston                |
| 2001 | "The Call "                                         | Francis Lawrence               |
| 2001 | "More than That"                                    | Marcus Raboy                   |
| 2001 | "Drowning"                                          | Nigel Dick                     |
| 2005 | "Incomplete"                                        | Joseph Kahn                    |
| 2005 | "Just Want You to Know"                             | Marc Klasfeld                  |
| 2006 | "I Still..."                                        | Matt McDermitt                 |
| 2007 | "Inconsolable"                                      | Ray Kay                        |
| 2007 | "Helpless When She Smiles"                          | Bernard Gourley                |
| 2009 | "Straight Through My Heart"                         | Kai Regan                      |
| 2009 | "Bigger"                                            | Frank Borin                    |
| 2012 | "It's Christmas Time Again"                         |                                |
| 2013 | "In a World Like This"                              | Don Tyler                      |
| 2013 | "Show 'Em (What You're Made Of)"                    | Jon Vulpine                    |
| 2017 | "God, Your Mama, and Me" (com Florida Georgia Line) | TK McKamy                      |
| 2018 | "Don't Go Breaking My Heart"                        | Rich + Tone                    |
| 2018 | "Chances"                                           | Rene Elizondo, AJ McLean       |